# タンパク質-リシン-6-オキシダーゼ
タンパク質-リシン-6-オキシダーゼ(protein-lysine 6-oxidase)は、次の化学反応を触媒する酸化還元酵素である。
ペプチジル-L-リシルペプチド + O2 + H2O {\displaystyle \rightleftharpoons } ペプチジルアリシルペプチド + NH3 + H2O2
反応式の通り、この酵素の基質はペプチジル-L-リシルペプチドとO2とH2O、生成物はペプチジルアリシルペプチドとNH3とH2O2である。
組織名は「protein-L-lysine:oxygen 6-oxidoreductase (deaminating)」で、別名に「lysyl oxidase」がある。